# 聖ロンギヌス

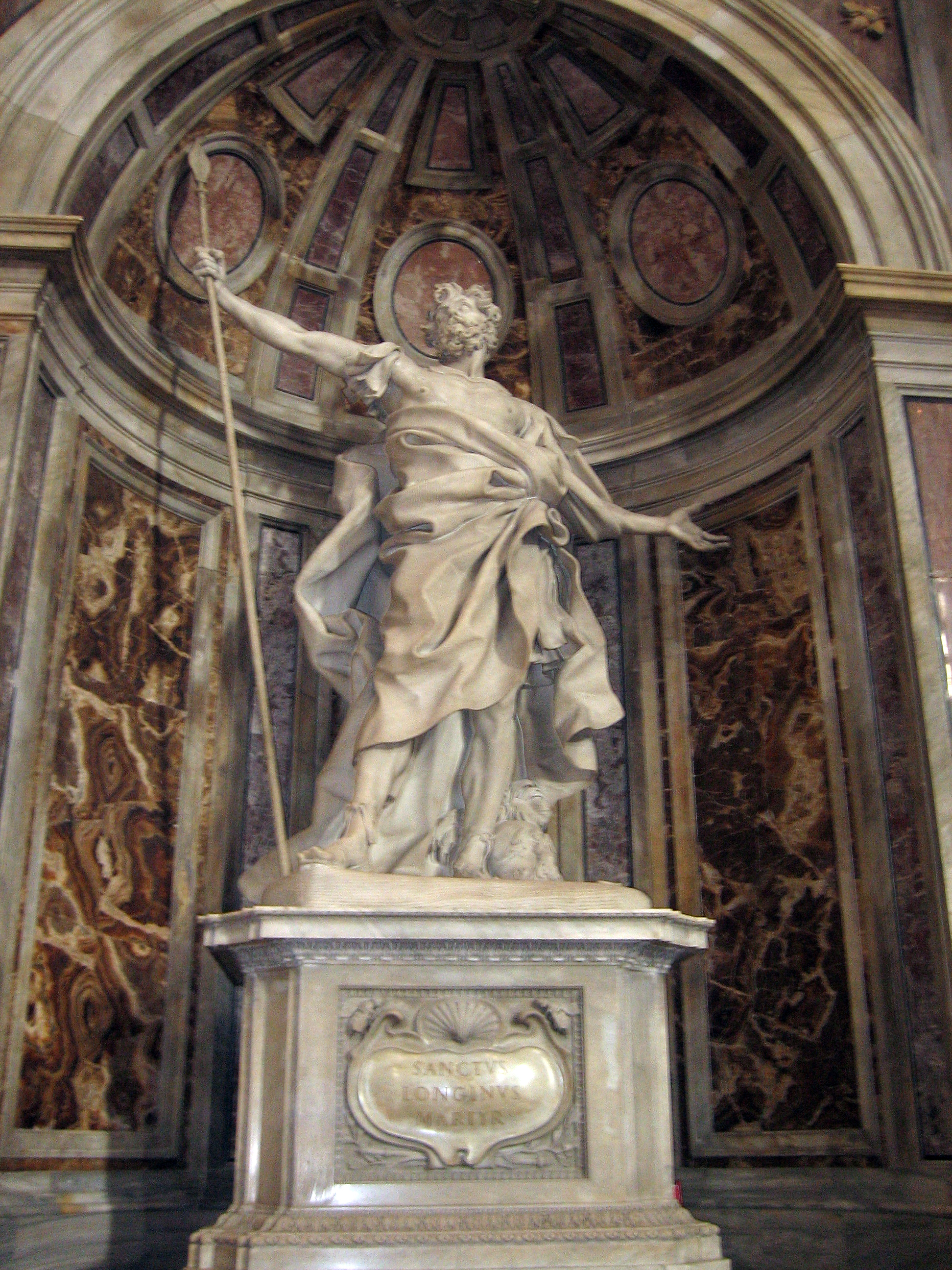
サン・ピエトロ大聖堂にある聖ロンギヌス像（ジャン・ロレンツォ・ベルニーニ作）

聖ロンギヌス（Longinus）は、ローマ帝国の百卒長。イエス・キリストがゴルゴタの丘で磔になった際に、生死を確かめるために（処刑するためとも）その脇腹に槍を突き刺したとされる。

## 概要
福音書のいずれにもこの者の名前は記されておらず、外典の1つ『ピラト行伝』にその名前を見出すことができる。
彼は盲目（もしくは目が不自由、白内障とも）で、イエスの脇腹を槍で刺した際にイエスの血が眼に入り、視力を取り戻したという。このことから彼は改心し、その後洗礼を受けたとされる。
かつて3月15日が記念日とされていたが、これは北欧神話の盲目神ヘズの記念日を引き継いでいたという説がある。